# Catherine Bertini
Catherine Ann Bertini (* 31. Mai 1950 in Syracuse, New York) ist eine ehemalige US-amerikanische Regierungsbeamtin und Hochschullehrerin, die unter anderem zwischen 1992 und 2002 Exekutivdirektorin des Welternährungsprogramms der Vereinten Nationen (WFP) war und 2003 mit dem Welternährungspreis ausgezeichnet wurde. Während ihrer Amtszeit wurde unter anderem die 1989 begonnene humanitäre Operation der Vereinten Nationen im Sudan (Operation Lifeline Sudan) weiter ausgebaut, ehe nach 2005 ein allmählicher Übergang von humanitärer Hilfe zu Entwicklungshilfe stattfand. 2003 wurde sie außerdem Mitglied der American Academy of Arts and Sciences. Sie war ferner zwischen 2003 und 2005 als UN-Untergeneralsekretärin im UN-Sekretariat Leiterin der Hauptabteilung Managementstrategie, Grundsatzpolitik und Regeleinhaltung und gab in dieser Funktion im Zuge der Gaza-Blockade die nach ihr benannte „Bertini-Zusage“, die die Fischereigrenze am Gazastreifen auf zwölf Seemeilen festlegte.

## Leben
Catherine Ann Bertini begann nach dem Schulbesuch ein Studium der Politikwissenschaften an der University at Albany, The State University of New York (SUNY Albany), welches sie 1971 mit einem Bachelor of Arts (BA Political Science) beendete. Nach darauf folgenden Tätigkeiten war sie von 1977 bis 1987 für das 1926 gegründete Verpackungsunternehmen Container Corporation of America (CCA) tätig, das Kartonage aus Wellpappe herstellt. Sie ist Mitglied der Republikanischen Partei und übernahm 1987 in der Regierung Reagan den Posten als kommissarische Assistierende Staatssekretärin (Acting Assistant Secretary) im Ministerium für Gesundheitspflege und Soziale Dienste  USHHS (Department of Health and Human Services), den sie bis 1989 innehatte. In der darauf folgenden Regierung George H. W. Bush fungierte sie zwischen 1989 und 1992 als Assistierende Staatssekretärin und Leiterin der Unterabteilung Ernährung und Verbraucherschutz (Assistant Secretary, Food and Consumer Services) im Landwirtschaftsministerium USDA (Department of Agriculture) und nahm in dieser Funktion an den Beratungen zum Farmgesetzentwurf 1990 teil.

Catherine Bertini war zwischen 1992 und 2002 Exekutivdirektorin des Welternährungsprogramms der Vereinten Nationen (WFP).

Im April 1992 wurde Catherine Bertini vom Generalsekretär der Vereinten Nationen Boutros Boutros-Ghali zur Exekutivdirektorin des Welternährungsprogramms der Vereinten Nationen (WFP) ernannt und damit zur Nachfolgerin von James Ingram. Sie bekleidete dieses Amt bis April 2002 auch unter UN-Generalsekretär Kofi Annan und wurde daraufhin von James T. Morris abgelöst. Während ihrer Amtszeit befasste sie sich 1995 mit dem Food for Peace-Programm sowie mit der drohenden Hungersnot in Eritrea im Jahr 2000. Außerdem wurde unter anderem die 1989 begonnene humanitäre Operation der Vereinten Nationen im Sudan (Operation Lifeline Sudan) weiter ausgebaut, ehe nach 2005 ein allmählicher Übergang von humanitärer Hilfe zu Entwicklungshilfe stattfand. Für ihren Einsatz und ihre Verdienste wurde sie 2003 mit dem Welternährungspreis ausgezeichnet. Sie wurde 2003 außerdem Mitglied der American Academy of Arts and Sciences. Sie war ferner zwischen 2003 und 2005 als UN-Untergeneralsekretärin im UN-Sekretariat Leiterin der Hauptabteilung Managementstrategie, Grundsatzpolitik und Regeleinhaltung und gab in dieser Funktion im Zuge der Gaza-Blockade die nach ihr benannte „Bertini-Zusage“, die die Fischereigrenze am Gazastreifen auf zwölf Seemeilen festlegte.
Nach ihrem Ausscheiden aus dem Dienst bei den Vereinten Nationen übernahm Catherine Bertini 2005 eine Professur für öffentliche Verwaltungspraxis an der Maxwell School der Syracuse University und lehrte dort bis 2017. Sie war zwischen 2007 und 2009 Senior Fellow der Bill & Melinda Gates Foundation. Bei der Präsidentschaftswahl am 4. November 2008 unterstützte er die allerdings erfolglosen Kandidaturen der republikanischen Bewerber John McCain und dessen Running Mate Sarah Palin. Sie war Vorstandsmitglied (Board of Directors) von Tupperware. Ferner ist sie Mitglied der National Academy of Public Administration sowie der International Academy of Food Science and Technology. Ferner engagiert sie sich für den Council on Foreign Relations (CFR) und im Chicago Council on Global Affairs sowie als Geschäftsführende Direktor der Ernährungsinitiative der Rockefeller-Stiftung. Im Herbst 2021 wurde sie Prizker Fellow des Instituts für Politik der University of Chicago. Am 30. Dezember 2021 wurde sie zur Vorsitzenden des Aufsichtsrates des Welttreuhandfonds für Kulturpflanzenvielfalt berufen.
Seit 1988 ist sie mit dem Fotografen Thomas Haskell verheiratet.

## Veröffentlichungen
- Farm Futures. Bringing Agriculture Back to U. S. Foreign Policy, Mitautor Dan Glickman, in: Promoting Global Food Security. Next Steps for Congress and the Administration. Hearing Before the Committee on Foreign Relations, United States Senate, One Hundred Eleventh Congress, Second Session, April 22, 2010, US Congress, Senate Committee on Foreign Relations, 2011, ISBN 978-0-16088-0-179, S. 59 ff. (Onlineversion)
- To Make Kinder the Face of the Nation and Gender the Face of the World. Humanitarian Leadership during the Presidency of George H. W. Bush, in: Transforming Our World. President George H. W. Bush and American Foreign Policy, 2021, ISBN 978-1-53814-3-452, S. 221 ff. (Onlineversion (Auszug))

## Hintergrundliteratur
- Kirsten Haack: Women’s Access, Representation and Leadership in the United Nations, 2022, ISBN 978-3-03083-5-378, S. 179 ff. u. a.(Onlineversion (Auszug))
- William T. Endicott: An Insider’s Guide to Political Jobs in Washington, 2003, ISBN 978-0-47147-3-626, S. 207 u. a.(Onlineversion (Auszug))